# Ministerstwo Handlu Zagranicznego i Gospodarki Morskiej
Ministerstwo Handlu Zagranicznego i Gospodarki Morskiej – urząd ministra, centralny organ administracji rządowej, członek Rady Ministrów,  powołany w celu kierowania i zarządzania całokształtem spraw handlu zagranicznego, administracji morskiej, żeglugi morskiej i przybrzeżnej, portów morskich, usług związanych z żeglugą morską oraz morskiej gospodarki rybnej.

## Powołanie urzędu
Na podstawie ustawy z 1974 r. o utworzeniu urzędu Ministra Handlu Zagranicznego i Gospodarki Morskiej ustanowiono nowy urząd w miejsce zniesionego urzędu Ministra Handlu Zagranicznego oraz urzędu  Ministra Żeglugi.

## Ministrowie
- Kazimierz Olszewski (1974)
- Jerzy Olszewski (1974–1980)
- Ryszard Karski (1980–1981)

## Zakres działania urzędu
Na podstawie rozporządzenia Rady Ministrów z 1974 r. do zakresu  działania Ministra Handlu Zagranicznego i Gospodarki Morskiej należały sprawy:

### W dziedzinie handlu zagranicznego i gospodarki morskiej  łącznie
- nadzór nad wykonywaniem narodowego planu społeczno-gospodarczego i budżetu resortu,
- inicjowanie i realizowanie zadań mających na celu pogłębianie socjalistycznej integracji i rozszerzanie współpracy gospodarczej w ramach Rady Wzajemnej Pomocy Gospodarczej,
- kontrola prawidłowości, celowości, gospodarności i efektywności działania jednostek organizacyjnych resortu,
- wydawanie i występowanie z wnioskami o wydanie przepisów dotyczących działalności resortu,
- ustalanie zasad polityki zatrudnienia i płac oraz zawieranie zbiorowych układów pracy w handlu zagranicznym i gospodarce morskiej,
- tworzenie, łączenie, przekazywanie, przekształcanie i likwidacja przedsiębiorstw i innych jednostek organizacyjnych, zastrzeżonych do decyzji ministra,
- powoływanie i likwidowanie, w porozumieniu z Ministrem Spraw Zagranicznych, polskich placówek ekonomiczno-handlowych za granicą,
- upoważnianie polskich jednostek organizacyjnych do udziału w przedsięwzięciach handlowych i produkcyjno-handlowych za granicą oraz ustalanie zasad i form tego udziału,
- występowanie do Ministra Spraw Zagranicznych o mianowanie i odwołanie kierowników i personelu dyplomatycznego w polskich placówkach ekonomiczno-handlowych za granicą oraz powoływanie i odwoływanie pozostałych pracowników zatrudnionych w tych placówkach oraz w przedstawicielstwach (delegaturach) jednostek handlu zagranicznego, bez względu na ich podporządkowanie resortowe,
- opracowywanie metod badania i ustalanie zasad kształtowania i kryteriów oceny efektywności obrotów towarowych i usługowych z zagranicą oraz odpowiednie stosowanie instrumentów ekonomicznych i administracyjnych dla optymalizacji tej efektywności,
- prowadzenie działalności w dziedzinie informacji i propagandy społecznej, gospodarczej i marynistycznej.

### W dziedzinie handlu zagranicznego
- opracowywanie projektów prognoz i programów rozwoju stosunków gospodarczych z poszczególnymi krajami i grupami krajów oraz ustalanie geograficznych kierunków rozwoju handlu zagranicznego,
- opracowywanie projektów wieloletnich i rocznych planów handlu zagranicznego i usług transportu morskiego oraz odpowiednich projektów planów bilansu płatniczego w części dotyczącej obrotu towarowego i usług z nim związanych, a także wynikających z nich projektów planów finansowych,
- dokonywanie, na podstawie narodowych planów społeczno-gospodarczych, rozdziału zadań i środków dewizowych w zakresie handlu zagranicznego pomiędzy jednostki podporządkowane oraz między ministrów, którym są podporządkowane jednostki organizacyjne uprawnione do działalności w zakresie handlu zagranicznego, i nadzorowanie wykonania tych zadań,
- koordynowanie realizacji planów bilansu płatniczego w zakresie obrotów towarowych i usługowych związanych z tymi obrotami, ustalanie dla jednostek podporządkowanych oraz dla ministerstw grupujących jednostki organizacyjne uprawnione do działalności w zakresie handlu zagranicznego zadań dotyczących wpływów i wydatków dewizowych oraz zaciągania i udzielania kredytów, związanych z tym obrotem,
- dysponowanie przydzieloną rezerwą dewizową,
- prowadzenie polityki celnej,
- udzielanie pozwoleń na przywóz i wywóz towarów w obrocie z zagranicą,
- ustalanie zasad polityki w zakresie dewizowych cen towarów i usług związanych z obrotem towarowym z zagranicą oraz nadzorowanie jej realizacji,
- opracowywanie założeń polityki kredytowej z zagranicą, prowadzenie polityki rozliczeń i płatności w stosunkach z poszczególnymi państwami lub grupami państw oraz przedstawianie wyników realizacji ustalonej polityki kredytowej,
- prowadzenie działalności mającej na celu zapewnienie optymalnych warunków traktatowo-prawnych rozwoju handlu zagranicznego i związanej z nim współpracy gospodarczej, a w szczególności negocjowanie międzynarodowych umów w tym zakresie,
- podpisywanie z upoważnienia Rady Państwa lub Rady Ministrów międzynarodowych umów handlowych oraz innych umów gospodarczych, a także nadzorowanie ich wykonania,
- opiniowanie podstawowych zasad i warunków oraz projektów umów w zakresie stosunków gospodarczych z zagranicą, pociągających za sobą zobowiązania towarowe i związane z nimi płatności, oraz podpisywanie ich z upoważnienia Rady Państwa lub Rady Ministrów bądź innych ministrów lub w ich imieniu,
- organizowanie kontaktów z międzynarodowymi organizacjami handlowymi i gospodarczymi oraz z międzynarodowymi ugrupowaniami gospodarczymi, a także opracowywanie odpowiednich wniosków i założeń dla rozwoju stosunków z tymi organizacjami i ugrupowaniami,
- ustalanie zasad i organizacji kontroli ilościowej i jakościowej towarów w obrocie z zagranicą z uwzględnieniem wymagań standaryzacyjnych,
- określanie zasad organizowania międzynarodowych targów i wystaw gospodarczych w kraju i za granicą oraz uczestnictwa polskich jednostek organizacyjnych w imprezach o charakterze handlowym za granicą, jak też zasad propagandy i reklamy,
- ustalanie zasad i wytycznych obsługi prawnej handlu zagranicznego,
- kierowanie działalnością polskich placówek ekonomiczno-handlowych za granicą podległych bezpośrednio oraz nadzorowanie i koordynowanie działalności polskich jednostek gospodarczych za granicą, których działalność wiąże się z wymianą handlową i współpracą gospodarczą, bez względu na ich podporządkowanie resortowe,
- nadzorowanie i koordynowanie pracy przedsiębiorstw handlu zagranicznego, podległych innym ministrom,
- na wniosek zainteresowanego ministra lub z własnej inicjatywy nadawanie i cofanie uprawnień do prowadzenia działalności w zakresie handlu zagranicznego z określeniem przedmiotu, zakresu i warunków uprawnień oraz nadzorowanie i koordynowanie pracy jednostek, które otrzymały uprawnienia w tej dziedzinie,
- nadawanie i cofanie uprawnień zagranicznym osobom fizycznym i prawnym do działalności w zakresie handlu zagranicznego na terytorium Polski, z określeniem przedmiotu, zakresu oraz warunków wykonywania tych uprawnień,
- upoważnianie jednostek organizacyjnych uprawnionych do działalności w dziedzinie handlu zagranicznego do organizowania prowadzenia za granicą sieci sprzedaży, zakupu, kooperacji, obsługi technicznej i handlowej oraz do prowadzenia działalności służącej rozwijaniu eksportu polskich towarów, jak również ustalanie warunków i zasad organizowania takiej sieci,
- prowadzenie polityki kadrowej i zatrudnienia, ustalanie wymagań kwalifikacyjnych dla pracowników zatrudnionych w jednostkach handlu zagranicznego oraz wyrażanie zgody na powoływanie i odwoływanie przez właściwych ministrów dyrektorów naczelnych i ich zastępców w jednostkach handlu zagranicznego, podporządkowanych tym ministrom,
- w stosunkach z krajami kapitalistycznymi współdziałanie z Przewodniczącym Komisji Planowania przy Radzie Ministrów przy opracowywaniu instrukcji i programów działalności komisji mieszanych oraz organizowanie i nadzorowanie pracy sekretariatów tych komisji,
- nadzorowanie i kontrolowanie zgodności działania wszystkich jednostek uprawnionych do działalności w zakresie handlu zagranicznego z przepisami regulującymi tę działalność,
- współdziałanie w wytyczaniu kierunków rozwoju branż proeksportowych, specjalizacji produkcji i kooperacji przemysłowej,
- operatywne nadzorowanie realizacji planów handlu zagranicznego i związanych z nimi planów płatniczych i kredytowych, bez względu na podporządkowanie resortowe jednostek bezpośrednio realizujących te plany,
- programowanie rozwoju oraz prowadzenie i nadzorowanie działalności służącej promocji polskiego eksportu i rozszerzaniu kontraktów gospodarczych z zagranicą, w tym również z międzynarodowymi organizacjami i ugrupowaniami handlowymi i gospodarczymi,
- współdziałanie z Ministrem Finansów przy opracowywaniu zasad systemu finansowego przedsiębiorstw handlu zagranicznego.

### W dziedzinie gospodarki morskiej
- ustalanie projektów, prognoz, kierunków, proporcji i tempa rozwoju poszczególnych branż,
- ustalanie założeń i wskaźników do planów poszczególnych rodzajów działalności,
- ustalanie projektów wieloletnich i rocznych planów na podstawie wskaźników wynikających z narodowych planów społeczno-gospodarczych oraz koordynowanie planów zjednoczeń z uwzględnieniem zasad funkcjonowania jednostek inicjujących,
- ustalanie zadań i przydzielanie środków dla zjednoczeń i jednostek organizacyjnych,
- ustalanie zastrzeżonych dla Ministra Handlu Zagranicznego i Gospodarki Morskiej cen i taryf za usługi i wyroby produkowane przez przedsiębiorstwa gospodarki morskiej,
- ustalanie warunków ekonomicznych w transporcie i obsłudze spedycyjnej obrotów towarów z zagranicą oraz współdziałanie w opracowywaniu zasad tranzytu,
- ustalanie kierunków prac naukowo-badawczych dla gospodarki morskiej,
- prowadzenie współpracy międzyresortowej i międzynarodowej dotyczącej wymiany informacji i wspólnych przedsięwzięć naukowo-badawczych i gospodarczych, niezbędnych dla realizacji zadań gospodarki morskiej,
- realizowanie zadań obronnych, określonych odrębnymi przepisami,
- ustalanie zasad organizacji i działania urzędów i izb morskich oraz ustalanie wytycznych do ich działalności,
- sprawowanie nadzoru nad działalnością organów administracji morskiej w dziedzinie: bezpieczeństwa żeglugi, utrzymania obszarów wodnych i technicznego pasa wybrzeża, ochrony wód morskich przed zanieczyszczaniem, ratownictwa morskiego i brzegowego, ochrony rybołówstwa morskiego, planowania przestrzennego oraz w sprawach porządku i zabezpieczenia przeciwpożarowego, przeciwsztormowego i przeciwlodowego na terenach objętych właściwością organów administracji morskiej,
- wykonywanie funkcji organu dozoru technicznego nad dźwigami i urządzeniami technicznymi w portach, państwowego nadzoru budowlanego na terenach objętych właściwością organów administracji morskiej i nadzoru nad rejestrem statków morskich,
- wydawanie przepisów w zakresie administracji morskiej oraz rozstrzyganie odwołań od decyzji organów tej administracji,
- sprawowanie nadzoru nad szkolnictwem morskim.

## Zniesienie urzędu
Na podstawie ustawy z 1981 r. o utworzeniu urzędu Ministra Handlu Zagranicznego zniesiono urząd Ministra Handlu Zagranicznego i Gospodarki Morskiej.